# Himalayavaktel
Himalayavaktel (Ophrysia superciliosa) är en akut utrotningshotad hönsfågel i familjen fasanfåglar. Fågeln sågs senast med säkerhet år 1876, men kan möjligen fortfarande vara vid liv.

## Utseende och läten
Himalayavakteln är en 25 cm lång hönsfågel med röd näbb och röda ben. Hanen är gråaktig med svart på ansikte och strupe och vitt på pannan och i ett smalt ögonbrynsstreck. Honan har mörktecknad brun ovansida, beigefärgade huvud- och undersida, kontrasterande mörk ansiktsmask och mörka steck från bröst till undergump. Varningslätet beskrivs som en gäll vissling.

## Utbredning och status
Fågeln förekom tidigare i väst-centrala Himalaya men är försvunnen och rapporterades senast med säkerhet 1876. Internationella naturvårdsunionen IUCN bedömer dock att den fortfarande troligen är vid liv. Ett antal områden har inte genomsökts och fågeln tros vara generellt mycket svår att få syn på. Sentida möjliga men obekräftade observationer har också gjorts i Naini Tal 2003. IUCN kategoriserar därför arten som akut hotad.

## Systematik
Himalayavakteln placeras som enda art i släktet Ophrysia. Den behandlas som monotypisk, det vill säga att den inte delas in i några underarter.

## Levnadssätt
Himalayavakteln har hittats i högvuxna gräs- och buskmarker på branta och framför allt sydvända sluttningar på mellan 1650 och 2400 meters höjd. Den har noterats äta gräsfrön och troligen även bär och insekter. Fågeln uppträdde i småflockar med sex till 12 fåglar. Den var väldigt svår att få syn på och tog till vingarna först när man nästan trampade på den. Arten sågs endast kring Mussoorie och Naini Tal på vintern, vilket tyder på att den häckar på högre höjder.

## Bilder

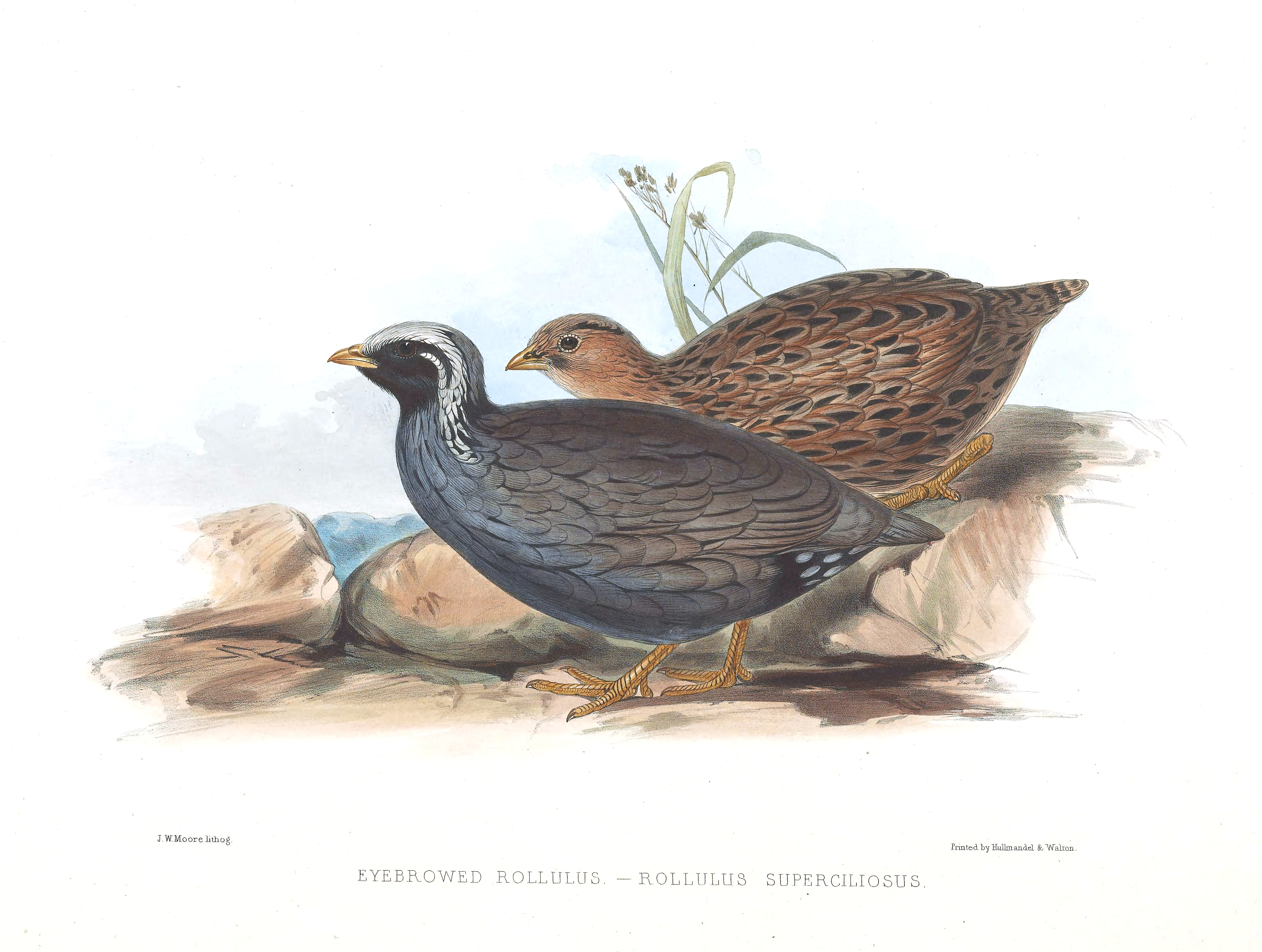
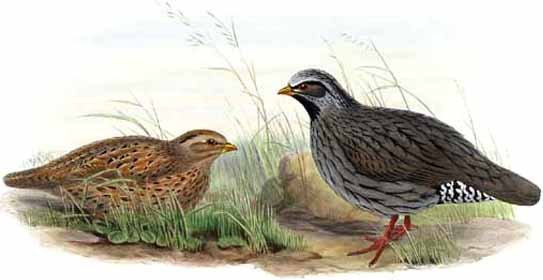
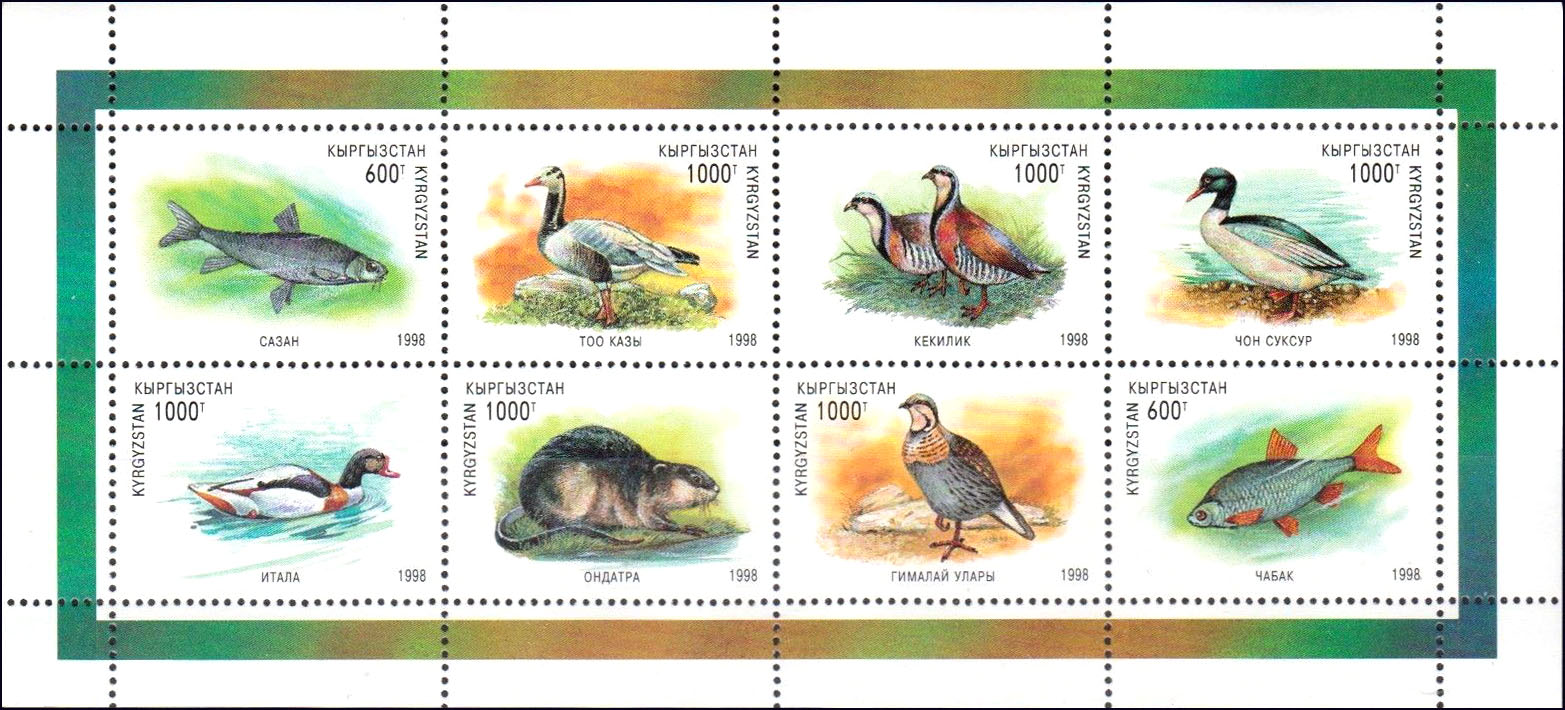